# Fisherman king
Fisherman king is een psychedelisch popnummer van de Amerikaanse zangeres Barbara Keith; ze schreef het zelf en bracht het in 1969 uit op een single, met Good lovin' man op de B-kant. Het werk werd geproduceerd door Eddie Jason en gearrangeerd door Paul Harris.
Verschillende nummers van Keith kregen een tweede leven als cover. Zo ook dit, dat nog hetzelfde jaar in een psychedelische rockversie verscheen van Patricia Paay. In die tijd trad ze nog op onder alleen haar voornaam. Haar single werd voor Imperial geproduceerd door de Brit Bobby Graham en gearrangeerd door de Nieuw-Zeelander John Hawkins. De begeleiding kwam van de leden van Brainbox. Op de B-kant staat het nummer Photograph. De single bereikte geen hitnotering.